# Eugenia membranifolia
Eugenia membranifolia är en myrtenväxtart som beskrevs av Franz Josef Niedenzu. Eugenia membranifolia ingår i släktet Eugenia och familjen myrtenväxter. Inga underarter finns listade i Catalogue of Life.